# Tuparetama
Tuparetama este un oraș în Pernambuco (PE), Brazilia.